# Il commissario (serie televisiva)
Il commissario è una serie televisiva italiana.

## Trama
La serie racconta le vicende del commissario Cruciani (Massimo Dapporto), del suo lavoro e della sua famiglia: la sua seconda moglie Silvia (Caterina Vertova) che di professione è avvocato, e il figlio Luca (Marco Vivio), aspirante poliziotto.

## Produzione
Nel 2001 venne prodotta una miniserie, Per amore per vendetta, con gli stessi protagonisti. Visto l'ottimo successo riscosso, l'anno dopo fu prodotta questa serie, che venne trasmessa per la prima volta su Canale 5 nel 2002. Gli autori del soggetto di serie furono Elisa Briganti, Faliero Rosati, Dardano Sacchetti, Valentina Capecci. Gli autori delle sceneggiature furono Annio Gioacchino Stasi, Faliero Rosati, Andrea Frezza, Luigi Montefiori, Valentina Capecci, Alessandro Capone. Quest'ultimo fu anche l'ideatore e il regista della serie, che negli anni successivi è stata replicata varie volte da Rete 4, Iris e Mediaset Extra.

## Episodi
| nº | Titolo         | Prima TV Italia |
| -- | -------------- | --------------- |
| 1  | Fuori gioco    | 24 aprile 2002  |
| 2  | Il traditore   | 25 aprile 2002  |
| 3  | La casbah      | 1º maggio 2002  |
| 4  | Il rapimento   | 9 maggio 2002   |
| 5  | La separazione | 16 maggio 2002  |
| 6  | Il latitante   | 23 maggio 2002  |
| 7  | La trappola    | 30 maggio 2002  |
| 8  | Il segreto     | 6 giugno 2002   |